# كريس سميث (لاعب كرة سلة مواليد 1970)
كريس سميث (بالإنجليزية: Chris Smith) مواليد 17 مايو 1970 في بريدجبورت، هو لاعب كرة سلة أمريكي معتزل. بدأ مسيرته الاحترافية في سنة 1992. تم اختياره من قبل فريق مينيسوتا تمبر ولفز خلال الدرافت. يبلغ طوله 6 قدم 3 بوصة (1.9 م). مثّل منتخب بلاده. حقق المركز الثاني في ألعاب النوايا الحسنة 1990. اعتزل اللعب في 2000. أحرز خلال مسيرته في الإن بي إيه 1140 نقطة بمعدل 5.1 نقاط في المباراة الواحدة.

## المسيرة الاحترافية
لعب مع مينيسوتا تمبر ولفز من سنة 1992 إلى 1995، ثم لعب مع نادي قصرش لكرة السلة في الدوري الإسباني في موسم 1995–1996، ثم لعب مع ليموج سي إس بي في الدوري الفرنسي في سنة 1997.

## الميداليات
| الميدالية | المسابقة                         |
| --------- | -------------------------------- |
| برونزية   | بطولة كأس العالم لكرة السلة 1990 |
| فضية      | ألعاب النوايا الحسنة 1990        |

## روابط خارجية
- كريس سميث على موقع الاتحاد الدولي لكرة السلة (الإنجليزية)
- كريس سميث على موقع إن بي أي (الإنجليزية)
- كريس سميث على موقع سبورتس رفرنس (الإنجليزية)
- كريس سميث على موقع الدوري الإسباني لكرة السلة (الإسبانية)
- كريس سميث على موقع كرة السلة الأوروبية.كوم (الإنجليزية)
- كريس سميث على موقع كلية كرة السلة في سبورتس رفرنس.كوم (الإنجليزية)
- كريس سميث على موقع ريلجم (الإنجليزية)
- كريس سميث على موقع بروبوليرز (الإنجليزية)
- كريس سميث على موقع سبورتس رفرنس (الإنجليزية)